# 二乙基氯化铝
二乙基氯化铝是一种高毒的有机化合物和路易斯酸，它的化学式为C4H10AlCl，可以作为路易斯酸催化Sakurai反应等有机反应。易燃。溶于己烷形成无色溶液。